# NGC 1353
NGC 1353 (również PGC 13108 lub UGCA 76) – galaktyka spiralna z poprzeczką (SBb), znajdująca się w gwiazdozbiorze Erydanu. Została odkryta 9 grudnia 1784 roku przez Williama Herschela. Galaktyka ta należy do gromady w Erydanie.